# الکساندر سویستونوف
الکساندر سویستونوف (اوکراینی: Олександр Вікторович Свистунов؛ زادهٔ ۳۰ اوت ۱۹۷۳) بازیکن فوتبال اهل اوکراین است.
از باشگاه‌هایی که در آن بازی کرده‌است می‌توان به باشگاه فوتبال روبین کازان، باشگاه فوتبال متالورگ دونتسک، باشگاه فوتبال تاوریا سیمفروپول، باشگاه فوتبال سویوز-گازپروم ایژوسک، باشگاه فوتبال چرنومورتس نووراسییسک، باشگاه فوتبال وولگار آستراخان، باشگاه فوتبال آرسنال تولا، باشگاه فوتبال زنیت سن پترزبورگ، و باشگاه فوتبال فورسکلا پولتاوا اشاره کرد.
وی همچنین در تیم‌های ملی فوتبال زیر ۲۱ سال اوکراین و اوکراین بازی کرده‌است.